# ŠK Pomurje Deset
ŠK Pomurje Deset – słoweński klub siatkarski z Murskiej Soboty. Dwukrotny wicemistrz Słowenii (1995, 2014), pięciokrotny brązowy medalista mistrzostw Słowenii (1994, 1999, 2001, 2013, 2016), a także finalista Pucharu Słowenii (2009).
Założony został w 1976 roku jako jedna z sekcji w ŠD Pomurje. W 1988 roku powołany został niezależny od ŠD Pomurje klub siatkarski pod nazwą OK Pomurje. W latach 2006–2010 działał pod szyldem piłkarskiego klubu ND Mura 05 i występował pod nazwą OK Galex-Mir. Po zakończeniu współpracy z ND Mura 05 powołany został nowy klub siatkarski – ŠK Pomurje Deset. Od sezonu 2012/2013 pierwszy zespół występuje w najwyższej klasie rozgrywkowej pod nazwą OK Panvita Pomgrad.
Drużyna mecze domowe rozgrywa w hali sportowej przy Szkole Podstawowej I (Osnovna šola I) w Murskiej Sobocie.

## Nazwy klubu
W ramach klubu ŠD Pomurje:
- OK Pomurje (1976-1988)

W ramach klubu OK Pomurje:
- OK Pomurje (1988-1991; 1995-1996; 1999-2001)
- OK Vigros Pomurje (1991-1995)
- OK Pomgrad (1996-1999)
- OK Pomurje Galex (2001-2002)
- OK Pomurje Galex Regal (2002-2004)
- OK Pomurje Galex-Mir (2004-2006)

W ramach klubu ND Mura 05:
- OK Galex-Mir (2006-2010)

W ramach klubu ŠK Pomurje Deset:
- OK Panvita Galex (2010-2012)
- OK Panvita Pomgrad (od 2012)

## Historia
W styczniu 1976 roku w Murskiej Sobocie założony został klub sportowy Pomurje (Športno društvo Pomurje, ŠD Pomurje), w ramach którego powstała sekcja siatkarska. W 1985 roku drużyna z Murskiej Soboty grała w słoweńskiej drugiej lidze, a rok później została mistrzem republiki.
W czerwcu 1988 roku sekcja siatkarska opuściła ŠD Pomurje, a jej działacze stworzyli niezależny klub pod nazwą OK Pomurje. W pierwszym sezonie po odzyskaniu przez Słowenię niepodległości, tj. w sezonie 1991/1992, zespół pod nazwą OK Vigros Pomurje występował w 2. lidze, w której zajął drugie miejsce, co dawało mu awans do najwyższej klasy rozgrywkowej. W sezonie 1994/1995 został wicemistrzem Słowenii. W finale przegrał z klubem Salonit Anhovo Kanal. Zadebiutował również w europejskich pucharach – uczestniczył w Pucharze CEV, w którym w I rundzie kwalifikacyjnej przegrał dwumecz z hiszpańskim klubem Unicaja Almería.
Przed sezonem 1995/1996 klub zakończył współpracę sponsorską z przedsiębiorstwem Vigros i powrócił do nazwy OK Pomurje. W rozgrywkach ligowych zajął 4. miejsce, przegrywając rywalizację o brązowy medal z OK Olimpija. W europejskich pucharach ponownie brał udział w Pucharze CEV, w którym odpadł w fazie kwalifikacyjnej po porażce w dwumeczu z ukraińskim klubem Dorożnyk-SKA Odessa. Przed sezonem 1996/1997 klub ze względów sponsorskich zmienił nazwę na OK Pomgrad. W sezonie 1996/1997 zajął 5. miejsce w lidze, natomiast w Pucharze CEV po raz trzeci z rzędu odpadł w fazie kwalifikacyjnej, przegrywając dwumecz z ukraińskim klubem Stiroł Gorłówka. W sezonie 1997/1998 OK Pomgrad zakończył rozgrywki ligowe na 4. miejscu, natomiast w sezonie 1998/1999 zdobył brązowy medal, pokonując dwukrotnie w rywalizacji o 3. miejsce Fužinar GOK Igem.
W sezonie 1999/2000 klub powrócił do nazwy OK Pomurje, a w lidze zajął 7. miejsce. W sezonie 2000/2001 zdobył brązowy medal, pokonując w meczach o 3. miejsce OK Olimpija. W 2001 roku klub zawarł umowę sponsorską z przedsiębiorstwem Galex i przyjął nazwę OK Pomurje Galex. W sezonie 2001/2002 zakończył rozgrywki ligowe na 4. miejscu. W 2002 roku drugim sponsorem tytularnym zostało przedsiębiorstwo Regal, a klub występował od tego czasu jako OK Pomurje Galex Regal. Sezon 2002/2003 zakończył na 8. miejscu w lidze, natomiast sezon 2003/2004 na ostatnim 10. miejscu, co skutkowało spadkiem do 2. ligi.
Od sezonu 2004/2005 zespół występował pod nazwą OK Pomurje Galex-Mir. W 2. lidze zajął drugie miejsce i uzyskał awans do 1. ligi. W sezonie 2005/2006 w fazie zasadniczej zajął 3. miejsce, natomiast w fazie play-off odpadł w ćwierćfinale, przegrywając rywalizację z klubem Salonit Anhovo Kanal. We wrześniu 2006 roku ze względu na problemy finansowe władze klubu zwróciły się o pomoc do piłkarskiego klubu ND Mura 05. Na mocy porozumienia między klubami, w ramach ND Mura 05 powstała sekcja siatkarska, a drużyna przyjęła nazwę OK Galex-Mir. W czterech kolejnych sezonach zespół również odpadał w ćwierćfinale fazy play-off – kolejno z klubami: Marchiol Prvačina, Stavbar IGM Maribor, Salonit Anhovo Kanal oraz Astec Triglav Kranj. W sezonie 2009/2010 doszedł do finału Pucharu Słowenii, w którym uległ ACH Volley Bled.
W lutym 2010 roku ze względu na wycofanie się grupy Intering Holding ze sponsorowania juniorskich drużyn piłkarskich klubu ND Mura 05 współpraca z drużyną siatkarską dobiegła końca. Do życia powołany został nowy klub siatkarski pod nazwą Športni klub Pomurje Deset, a w jego ramach główny zespół od sezonu 2010/2011 występował jako OK Panvita Galex. W sezonie 2010/2011 zajął 4. miejsce w klasyfikacji końcowej, a w sezonie 2011/2012 – 5. miejsce.
W sezonie 2012/2013 zespół przyjął nazwę OK Panvita Pomgrad. W rozgrywkach ligowych zdobył brązowy medal, pokonując w meczach o 3. miejsce klub Astec Triglav Kranj. W sezonie 2013/2014 został wicemistrzem Słowenii. W finale fazy play-off uległ klubowi ACH Volley Lublana. Sezon 2014/2015 zakończył na 4. miejscu, natomiast w sezonie 2015/2016 po raz czwarty w historii klubu zdobył brązowy medal. W tym sezonie również występował w Pucharze Challenge, w którym w II rundzie kwalifikacyjnej przegrał rywalizację z greckim klubem MGS Ethnikos Aleksandropolis.
W kolejnych latach zajmował kolejno miejsca: 7. (2016/2017), 4. (2017/2018), 7. (2018/2019), 5. (2019/2020) i 6. (2020/2021).

## Miejsca w poszczególnych sezonach
| Sezon     | Rozgrywki ligowe | Rozgrywki ligowe | Puchar Słowenii |
| Sezon     | Poziom           | Miejsce          | Puchar Słowenii |
| --------- | ---------------- | ---------------- | --------------- |
| 1991/1992 | 2. DOL           | 2                | brak danych     |
| 1992/1993 | 1. DOL           | brak danych      | brak danych     |
| 1993/1994 | 1. DOL           | 3                | brak danych     |
| 1994/1995 | 1. DOL           | 2/14             | półfinał        |
| 1995/1996 | 1. DOL           | 4/14             | ćwierćfinał     |
| 1996/1997 | 1. DOL           | 5/16             | ćwierćfinał     |
| 1997/1998 | 1. DOL           | 4/16             | ćwierćfinał     |
| 1998/1999 | 1. DOL           | 3/10             | ćwierćfinał     |
| 1999/2000 | 1. DOL           | 7/10             | ćwierćfinał     |
| 2000/2001 | 1. DOL           | 3/10             | ćwierćfinał     |
| 2001/2002 | 1. DOL           | 4/10             | ćwierćfinał     |
| 2002/2003 | 1. DOL           | 8/10             | 1/8 finału      |
| 2003/2004 | 1. DOL           | 10/10            | ćwierćfinał     |
| 2004/2005 | 2. DOL           | 2/12             | ćwierćfinał     |
| 2005/2006 | 1. DOL           | 5/10             | półfinał        |
| 2006/2007 | 1. DOL           | 5/10             | półfinał        |
| 2007/2008 | 1. DOL           | 7/10             | 1/8 finału      |
| 2008/2009 | 1. DOL           | 7/10             | ćwierćfinał     |
| 2009/2010 | 1. DOL           | 5/12             | finał           |
| 2010/2011 | 1. DOL           | 4/12             | ćwierćfinał     |
| 2011/2012 | 1. DOL           | 5/10             | ćwierćfinał     |
| 2012/2013 | 1. DOL           | 3/10             | ćwierćfinał     |
| 2013/2014 | 1. DOL           | 2/10             | ćwierćfinał     |
| 2014/2015 | 1. DOL           | 4/10             | półfinał        |
| 2015/2016 | 1. DOL           | 3/10             | półfinał        |
| 2016/2017 | 1. DOL           | 7/10             | ćwierćfinał     |
| 2017/2018 | 1. DOL           | 4/10             | ćwierćfinał     |
| 2018/2019 | 1. DOL           | 7/10             | 1/8 finału      |
| 2019/2020 | 1. DOL           | 5/10             | ćwierćfinał     |
| 2020/2021 | 1. DOL           | 6/16             | ćwierćfinał     |
| 2021/2022 | 1. DOL           | 4/16             | ćwierćfinał     |

Poziom rozgrywek:
     pierwszy poziom
     drugi poziom

## Udział w europejskich pucharach
| Sezon     | Rozgrywki        | Osiągnięcie             |
| --------- | ---------------- | ----------------------- |
| 1994/1995 | Puchar CEV       | I runda kwalifikacyjna  |
| 1995/1996 | Puchar CEV       | I runda kwalifikacyjna  |
| 1996/1997 | Puchar CEV       | I runda kwalifikacyjna  |
| 1998/1999 | Puchar CEV       | 1/8 finału              |
| 2015/2016 | Puchar Challenge | II runda kwalifikacyjna |

## Osiągnięcia
- Mistrzostwa Słowenii:
  -  2. miejsce (2x): 1995, 2014
  -  3. miejsce (5x): 1994, 1999, 2001, 2013, 2016
- Puchar Słowenii:
  -  2. miejsce (1x): 2009